# Bayan Esentaeva
Bayan Maksatkyzy Esentaeva (Kazachs: Баян Мақсатқызы Есентаева; Oral, 9 januari 1974) is een Kazachse televisiepresentatrice, actrice en zangeres. Ze verwierf vooral bekendheid met haar hoofdrol in het melodrama Love Station in 1993, waarna ze lange tijd als journaliste en presentatrice op televisie werkte. Sinds 2010 is ze regelmatig in verschillende films en televisieseries verschenen.

## Persoonlijk leven
Bayan Yessentayeva is sinds 1994 gehuwd met Bakhytbek Yessentayev. Het koppel heeft twee dochters: Aisaule en Aiaru.

## Filmografie
| Jaar | Productie                                     | Rol                                   |
| ---- | --------------------------------------------- | ------------------------------------- |
| 1991 | Бегущая мишень (Begushtaya mishen)            | Красивая девушка (Krasivaya devushka) |
| 1993 | Станция любви (Stantsiya lyubov)              | Гульназ (Gulnaz)                      |
| 2010 | Астана — любовь моя (Astana - lyubov moya)    | Лаура (Daura)                         |
| 2010 | Коктейль для звезды (Kokteil dlya zvezdi)     | Баян (Bayan)                          |
| 2011 | Коктейль для звезды 2 (Kokteil dlya zvezdi 2) | Баян (Bayan)                          |
| 2014 | Осторожно, корова! (Ostorozhno, korova!)      | Айгуль (Aygul)                        |
| 2018 | Сиситай (Sistay)                              | Алиса (Alisa)                         |